# ألكوكسيد

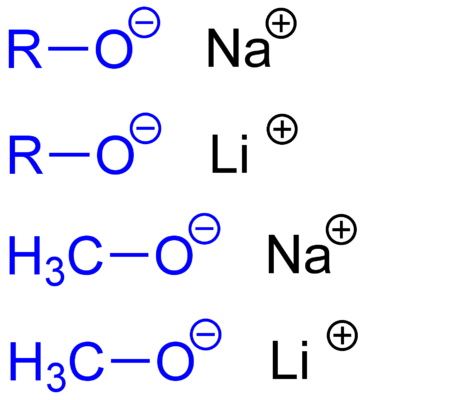
أمثلة لمركبات ألكوكسيد، وهي من الأعلى للأسفل: ألكوكسيد الصوديوم (صيغة عامة)،
ألكوكسيد الليثيوم (صيغة عامة)،
ميثوكسيد الصوديوم،
ميثوكسيد الليثيوم

في الكيمياء الألكوكسيد هو القاعدة المرافقة للكحول وهي عبارة عن أنيون عضوي يحصل عليه بنزع بروتون من مجموعة الهيدروكسيل في الكحول، بحيث تتشكل شحنة كهربائية سالبة على ذرة الأكسجين، ويمكن كتابتها على الشكل -RO، حيث R يمثل باقي عضوي. عند ارتباط مجموعة الألكوكسيد مع كاتيون من فلز ذو شحنة أحادية موجبة مثل كاتيونات الليثيوم أو الصوديوم نحصل على أملاح الألكوكسيدات الموافقة. يعد أيون ميثوكسيد أبسط أمثلة الألكوكسيدات.

## التحضير
تحضر مركبات الألكوكسيدات من إجراء عملية نزع بروتون من الكحولات، ولا تتم العملية في المحاليل المائية، ولكن في أوساط قاعدية قوية مثل أميد الصوديوم أو باستخدام فلز الصوديوم بشكل مباشر.

## الخصائص
تمتاز الألكوكسيدات بأن لها صفة قاعدية قوية، خاصة عندما تكون R غير متفرعة، وهي أيضاً عوامل محبّة للنواة (نكليوفيلية)، كما أنها ربيطات جيدة.

## الاستخدامات
تستخدم ألكوكسيدات الفلزات الانتقالية بشكل واسع في تحصير مركبات التغطية، كما تستخدم كحفازات في الصناعات الكيميائية.